# Yến Cơ Đạo
Yến Cơ Đạo (chữ Hán: 晏几道; 1030–1106), tự là Thúc Nguyên, hiệu là Tiểu Sơn, là con thứ 7 của Yến Thù. Văn thơ của ông rất mới lạ. Ông có các tập thơ như Tiểu Sơn Từ, Bích Điêu Mạn Chí... Ông cũng nổi tiếng không kém gì cha của mình và thường được giới văn học mệnh danh là "Nhị Yến - 二晏". Ông là người Phủ Châu, Lâm Xuyên (hiện nay thuộc huyện Tiến Hiền, tỉnh Giang Tây-Trung Quốc).